# Brattholmen (Etne)
Pour les articles homonymes, voir Brattholmen (homonymie).
Brattholmen est une île norvégienne du comté de Vestland appartenant administrativement à Etne.

## Description
Rocheuse et désertique, à fleur d'eau, elle s'étend sur environ 72 m de longueur pour une largeur approximative de 46 m. 